# Brande Å
Brande Å är ett vattendrag i Danmark. Det ligger i den centrala delen av landet, 220 km väster om huvudstaden Köpenhamn.
Ån rinner upp strax öster om Give i Vejle kommun (Region Syddanmark) och flyter sedan norrut genom Brande i Ikast-Brande kommun (Region Mittjylland). Strax norr om Brande mynner Brande Å ut i Skjern Å. 